# Bispebjerg Hospital
Bispebjerg Hospital är ett akutsjukhus i Köpenhamn, beläget vid Bispebjerg backe.
Sjukhuset uppfördes ursprungligen 1908-1913 i paviljongsystem med 700 platser. Under 1930- och 1940-talet utvidgades sjukhuset till att omfatta 1.000 vårdplatser.